# Шмитов, Виктор Иванович
Ви́ктор Ива́нович Шми́тов (1848—1907) — кишинёвский адвокат, член III Государственной думы от Бессарабской губернии.

## Биография
Родился в 1848 году в Калужской губернии.
Окончил юридический факультет Московского университета. С 1867 года состоял помощником новгородского присяжного поверенного В. С. Передольского. Через несколько лет переехал в Кишинёв, где состоял присяжным поверенным Кишиневского окружного суда и, некоторое время, присяжным стряпчим при Бессарабском коммерческом суде. В Кишиневе владел особняком по Садовой улице. После провозглашения Октябрьского манифеста 1905 года вступил в Бессарабскую партию центра. Между прочим, в 1903 году выступал в качестве свидетеля на одном из процессов после Кишиневского погрома, где заявил:

Я, живя в Кишиневе с 1870 года уже 33 года и сталкиваясь по моей деятельности с евреями и русскими и их взаимными интересами, не замечал, чтобы между этими жителями Бессарабии была вражда и антагонизм, такие, которые могли бы довести до таких безобразий, и бывший погром, по моему мнению, нельзя приписать этому.

В 1907 году был избран членом III Государственной думы от 1-го съезда городских избирателей Бессарабской губернии. Скоропостижно скончался 5 (18) ноября 1907 года, о чем сообщала газета «Русское слово»:

Шмитов был вчера в клубе, на Моховой, где много волновался, горячо споря против состава президиума. В 11 час. вечера он уехал домой. На извозчике ему сделалось дурно, и его пришлось на руках вносить в дом. В 7 часов утра он скончался от кровоизлияния в мозг.

Был женат на дочери генерал-лейтенанта Петра Осиповича Шумлянского.